# Tachidius (Tachidius) discipes
Tachidius (Tachidius) discipes is een eenoogkreeftjessoort uit de familie van de Tachidiidae. De wetenschappelijke naam van de soort is voor het eerst geldig gepubliceerd in 1881 door Giesbrecht.